# Arctosa tridentata
Arctosa tridentata là một loài nhện trong họ Lycosidae.
Loài này thuộc chi Arctosa. Arctosa tridentata được Jun Chen & Da-xiang Song miêu tả năm 1999.